# Maricela Contreras Julián
Maricela Contreras Julián (Ciudad de México; 15 de junio de 1961) es una política mexicana, ha sido diputada local en el Distrito Federal,  diputada federal y delegada en Tlalpan durante el periodo 2012- 2015. Ha impulsado trabajos e iniciativas con perspectiva de género, que tratan temas como gestación subrogada y acoso.

## Estudios
Estudió Enfermería General en la Escuela Nacional de Enfermería y Obstetricia de la UNAM.  
Es Licenciada en Estudios Latinoamericanos en la Facultad de Filosofía y Letras en la UNAM.
Cuenta con un Diplomado en Presupuesto Pro-equidad de Género por la Asamblea Legislativa del Distrito Federal, la Agencia Alemana de Financiamiento GIZ y la Facultad Latinoamericana de Ciencias Sociales FLACSO.
Cursó el Diplomado Modelado del Pensamiento Estratégico, en la Facultad de Ciencias Políticas y Sociales, UNAM y el Colegio Nacional de Actores en Administración y Ciencias de la Administración, A.C.
En 2015 cursó el Diplomado Análisis Político Estratégico, impartido por el Centro de Investigación y Docencia Económica, CIDE.

## Trayectoria política
Maricela Contreras ha sido miembro del Partido Comunista Mexicano, del Partido Socialista Unificado de México y miembro fundador del Partido de la Revolución Democrática, en el PCM fungió como Secretaria de Finanzas, ha sido Directora de la Coordinación del Sistema de los Centros Integrales de Apoyo a la Mujer y Directora de Fomento y Concertación de Acciones del Instituto de la Mujer del Distrito Federal, además ha sido Consejera Estatal del PRD en el Distrito Federal y Secretaria General del PRD en Tlalpan. Asimismo, fue elegida Diputada local uninominal por el Distrito XXXVIII en la Asamblea Legislativa del Distrito Federal de 2003 a 2006, en donde presidió la Comisión de Equidad de Género. 
También fue elegida diputada federal por el V Distrito Electoral Federal del Distrito Federal a la LX Legislatura de 2006 a 2009, en la Cámara de Diputados en donde fungió como presidenta de la Comisión de Equidad y Género.
De 2009 a 2012, fue elegida diputada local uninominal por el Distrito XXXVII ante la Asamblea Legislativa del Distrito Federal V Legislatura.  En este periodo, fue presidenta de la Comisión de Salud y Asistencia Social.
Fue elegida como jefa delegacional en Tlalpan para el periodo 2012-2015. Es diputada federal plurinominal en la LXIII Legislatura por la 4.ª Circunscripción. Es secretaria de la Comisión de Vigilancia de la Auditoría Superior de la Federación, secretaria de la Comisión de Turismo e integrante de la Comisión de Derechos Humanos.
Por su extensa trayectoria en la defensa de los derechos de las mujeres e impulsora de diversos temas en la agenda feminista, ha recibido la Medalla Omecíhuatl 2009 por su "Compromiso en la causa de las mujeres y contribución a la conquista de una sociedad más democrática", otorgada por el Instituto de las Mujeres del DF en octubre de 2009. 
La Universidad de Perú le hizo un reconocimiento por su trayectoria a favor de los presupuestos de las mujeres en 2012.
Recibió el Premio Laureana Wright González, otorgada por la agrupación Arte por la Paz, por su Trayectoria a favor de las Políticas de Género y Ejercicio Pleno de los Derechos Humanos, en la CDHDF, octubre de 2014.

### Trabajo Legislativo
Destaca en su trabajo legislativo ser pionera en la elaboración de Presupuestos con Perspectiva de Género, Paridad de Género, también en materia de las mujeres a una vida libre de violencia, así como iniciativas en temas como la gestación subrogada en México o el acoso sexual en espacios públicos.